# Petre Roman
Petre Roman (n. 22 iulie 1946, București) este un politician român, inginer și profesor universitar. A fost cel de-al 53-lea prim-ministru al României între 1989 și 1991. A fost ales parlamentar pe listele FSN, PD și PNL.

## Biografie

### Origine, familie
Tatăl său a fost Valter Roman (născut Ernst sau Ernő Neulander, originar din Transilvania și de origine evreiască ), un lider comunist, activ în războiul civil din Spania. Bunicul său pe linie paternă provenea dintr-o familie hasidică stabilită la Oradea. Mama sa, Hortensia Vallejo, activistă comunistă, a fost originară dintr-o familie catolică spaniolo-bască.
Are un frate, Raúl, și două surori, Mirella și Carmen.
Petre Roman a fost căsătorit cu Mioara Georgescu-Roman cu care are o fiică, Oana Roman. A divorțat în februarie 2007 și apoi s-a recăsătorit cu Silvia Chifiriuc-Roman, cu care are un băiat, Petrus.

### Educație, studii
A urmat studiile medii la Liceul „Dr. Petru Groza”, actualmente liceul de Informatică din București. În anul 1963 a fost admis la Facultatea de Energetică a Institutului Politehnic din București, pe care a absolvit-o în 1968 ca șef de promoție la secția Centrale Hidroelectrice. I-a avut ca profesori și mentori științifici pe academicianul Dumitru Dumitrescu, profesorul Dorin Pavel și profesorul Alexandru Diacon. Efectuează un stagiu de practică de inginerie la șantierul hidroenergetic și de navigație „Porțile de Fier”.
În 1970 reușește la concursul pentru obținerea unei burse de studii de doctorat, în Franța, la Universitatea "Paul Sabatier" din Toulouse. În 1971 obține masterul "Diplome d'Etudes Approfondies” și susține, în martie 1974, teza de doctorat la Institutul Mecanica Fluidelor din Toulouse, cu tema « Aerarea naturală a curgerilor cu suprafață liberă » și obține titlul de „doctor în științe”.
Devine prin concurs cadru didactic la trei universități din Toulouse (Școala Superioară de Aeronautică, Școala Superioară de Electronică, Informatică și Hidraulică și Universitatea “Paul Sabatier”, prin decret al Ministrului Educației din Franța).

### Activitate profesională și titluri academice
Până la Revoluția din Decembrie 1989 Petre Roman era cunoscut pentru cariera sa universitară și ca specialist în fizica fluidelor și poluarea mediului. În 1968 devine asistent la Facultatea de Energetică de la Institutul Politehnic București iar în 1976 obține titlul de șef de lucrări, apoi conferențiar.
În 1985 i se încredințează conducerea Catedrei de Hidraulică și Mașini Hidraulice de la Facultatea de Energetică. În această calitate se preocupă de înființarea unor noi laboratoare de cercetare și conduce studii privind fenomenele de amestec din cursurile de apă a poluanților descărcați din apele industriale pe tot cursul românesc al Dunării, de la Baziaș la Sfântul Gheorghe. Aceste studii au permis determinarea mai exactă a calității apelor Dunării și, îndeosebi, a evoluției în timp a acumulării de substanțe poluante.
A condus cercetări și a realizat o instalație pilot pentru transportul hidraulic al minereului și sterilului cu aplicații în industria minieră.
Din 1990 este profesor universitar iar în aprilie 2000 primește titlul de Doctor Honoris Causa al Universității Tehnice din Chișinău, Republica Moldova. Este membru al Asociației Internaționale de Cercetări Hidraulice (IAHR).

### Activitate științifică înainte de 22 decembrie 1989
A publicat peste o sută de lucrări științifice (articole, note, memorii, rapoarte și cărți) în edituri și reviste de specialitate, la congrese și alte manifestări științifice, în țară și străinătate. Unele dintre acestea își păstrează validitatea științifică cum ar fi cele privitoare la studiul efectelor descărcării apelor calde de la CNE Cernavoda, modele de simulare a turbulenței cu aplicații în predicția jeturilor poluante și a auto-curățirii magistralelor de canalizare urbană, modele de prognoză a undelor de viitură.

## Activitatea politică

### Prim-ministru (1989-1991)

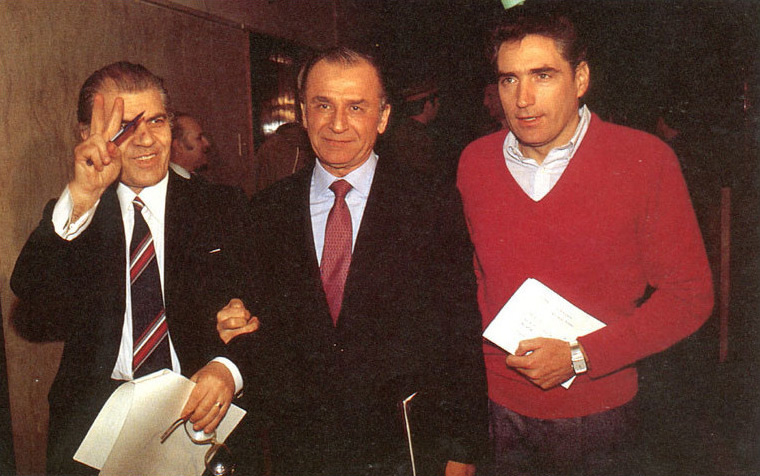
Dumitru Mazilu, Ion Iliescu și Petre Roman (de la stânga la dreapta), liderii de facto ai CFSN (23 decembrie 1989)

În 27 decembrie 1989 CFSN îl numește Prim Ministru al Guvernului Provizoriu iar apoi, după alegerile din mai 1990, este desemnat de președintele Ion Iliescu și votat de Parlament ca Prim Ministru al României, funcție pe care o deține până în octombrie 1991.
La 29 iunie 1990, Petre Roman este ales Prim-ministru de către primul Parlament liber ales al României post-comuniste iar programul de guvernare a fost aprobat fără niciun vot împotrivă. De menționat că programul a fost elaborat pe baza « Schiței privind strategia înfăptuirii economiei de piață în România » elaborată de peste 1200 specialiști din toate domeniile din țara noastră și contribuția a circa 400 de specialiști din străinătate, în coordonarea acad. prof. Tudorel Postolache.
În cursul mandatului său de după 29 iunie 1990, ca Prim-Ministru, au fost adoptate, din inițiativa Guvernului, peste 100 de legi incluzând un pachet ce stabilea mecanismele economiei de piață în România precum și bazele instituțiilor democratice și ale statului de drept. Între acestea: Legea privind transformarea întreprinderilor de stat în societăți comerciale, Legea privind concurența neloială, Legea salarizării, Legea fondului funciar (care a refăcut proprietatea privată pe circa 82% din totalul suprafeței agricole), Legea privind regimul investițiilor străine, Legea privind societățile agricole și alte forme de asociație în agricultură, Legea privind protecția socială a șomerilor și reintegrarea lor profesională, Legea privind angajarea salariaților în funcție de competență și au fost emise hotărâri de guvern privind stimularea activității agenților economici privați, informatizarea societății românești, liberalizarea prețurilor și a tarifelor. În august 1991 a fost adoptată Legea nr.58 privind privatizarea întreprinderilor comerciale cu capital de stat, lege care la momentul respectiv era considerată cea mai performantă pe ansamblul fostelor țări socialiste.
Guvernele conduse de Petre Roman au adoptat o serie de acte normative cu caracter social larg între care: vânzarea către populație a locuințelor construite din fondurile statului (peste 80% din cetățenii chiriași la stat devin proprietari), acordarea de credite tinerilor căsătoriți pentru construirea de locuințe, măsuri privind restituirea părților sociale depuse de salariați la unitățile economice de stat, măsuri privind electrificarea tuturor localităților țării, măsuri de îmbunătățire a activității de ocrotire, instruire și recuperare a copiilor și tinerilor handicapați și a celor orfani, modernizarea de drumuri și construirea de autostrăzi, alimentări cu apă și gaze naturale, electrificare. De asemenea, a promovat Legea creditului agricol (blocată ulterior) ca parte a unui pachet legislativ destinat agriculturii (Legea fondului funciar-adoptată cu modificări, Legea privind organizarea întreprinderilor agricole ca societăți comerciale - adoptată în 1991, Legea cadastrului agricol, Legea Agenției pentru dezvoltarea și amenajarea rurală, neadoptate de Parlament).
În ianuarie 1990 Petre Roman lansează conceptul de retehnologizare, cu referire la obiectivele industriale din perioada comunistă, iar referirile sale la acele construcții ce se dovedeau neviabile productiv, ca “fiare noi cu valoare de fiare vechi”, vor fi preluate deformat și tendențios de adversarii politici, prin folosirea sintagmei “morman de fiare vechi”.

### Reformele guvernelor Petre Roman
La 18 octombrie 1990 prezintă în Parlament Raportul privind stadiul aplicării reformei economice și necesitatea accelerării acesteia: “Am atins pragul de la care nu mai avem alternativă, trebuie să operăm cu reforma, nu doar să afirmăm că este necesară.” În octombrie 1990 nivelul de trai indică valori dintre cele mai ridicate din acest deceniu, cu 12% mai mult decât în 1989.
Prima decizie mai radicală a cabinetului Roman s-a pus în aplicare la 1 noiembrie 1990, și viza liberalizarea prețurilor pentru un număr important de bunuri de consum. A doua etapă a liberalizării prețurilor, cu excepția celor la energie, pâine și lapte, este realizată la 1 aprilie 1991.
În ciuda criticilor vehemente din zona conservatoare a puterii politice a vremii, pe motive de „liberalism”, își susține viziunea reformatoare și în „Raportul asupra stadiului reformei și programul de guvernare pe 1991” prezentat în Parlament la 26 februarie 1991. În Raport, Petre Roman enumeră clar barierele reformei: centralizare prea mare, corupție la nivel înalt, mentalități comuniste învechite, accentuând încă o dată necesitatea accelerării ritmului reformei economice.
În martie 1991 Guvernul Roman reușește să stabilească Acordul stand-by cu FMI, prin care se puneau bazele unei politici macroeconomice sănătoase pentru România.
În ianuarie 1991, la Consiliul Europei, după o serie de reacții negative în cadrul forumului european cu privire la mersul democrației în România, face față cu succes tirurilor încrucișate de întrebări astfel că, la 1 februarie 1991, Biroul Lărgit al Adunării Parlamentare a Consiliului Europei ia hotărârea să acorde României statutul de invitat special.
În plan extern, ca Prim-ministru, Petre Roman s-a manifestat cu claritate pentru strângerea legăturilor României cu țările din spațiul Euro-Atlantic. În iunie 1990 a transmis Secretarului general al NATO solicitarea de a stabili relații directe cu România și de a agrea acreditarea unui ambasador român pe lângă Comandamentul general al NATO. La 22 octombrie 1990 semnează Acordul comercial și de cooperare economică dintre România și CEE. La 23 octombrie 1990, la sediul NATO din Bruxelles, exprimă poziția conform căreia Tratatul de la Varșovia nu mai este o structură oportună. Prin intervenția sa, este blocată ratificarea Tratatului României cu URSS semnat de președintele României la Moscova la 5 aprilie 1991, tratat care conținea prevederi ambigue privind angajamentele de securitate ale României.
Cea mai puternică reacție la reforma economică inițiată de guvernul Roman s-a produs prin „mineriada” din septembrie 1991. În ciuda înțelegerii dintre sindicatele minerilor și Guvern, minerii vin la București, cerând demisia guvernului Roman și a președintelui Iliescu. Sub presiunile violente ale minerilor, Petre Roman și-a pus la dispoziție mandatul pentru găsirea unei soluții politice a crizei împreună cu președintele Ion Iliescu. Adversarii politici ai lui Petre Roman, în special din zona legată de structurile nostalgic-socialiste, au declarat imediat faptul împlinit, anunțând demisia Guvernului.
Consecințele acestei noi „mineriade” au fost extrem de serioase: deschiderea pieței interbancare, convertibilitatea monedei naționale și unificarea ratei de schimb, programate de Guvern pentru 27 septembrie 1991, au fost abandonate; colaborările cu FMI, BERD, Comunitatea Europeană, Consiliul Europei și GATT au fost înghețate.
Concluzia lui Petre Roman după înlăturarea sa de la guvernare prin mineriada din septembrie 1991 este exprimată în declarația din octombrie 1991: „Nu mă consider un învins. Am pus la dispoziția președintelui mandatul meu pentru o soluție politică. Prin ceea ce fac în continuare, vom încerca să stopăm capacitatea forțelor conservatoare de a opri sau încetini reforma.” Ulterior avea să afle că, în septembrie 1991, înainte de mineriadă, încrederea populației în Guvernul Roman era de 57%.
La 1 octombrie 1991 datoria externă contractată de România era de 440 milioane $ iar deficitul bugetar zero. În perioada oct. 1990- oct. 1991 inflația a fost foarte ridicată la 43%, depășind amplu nivelul prognozat de 35%, Produsul Intern Brut al României a scăzut cu aproximativ 25%, producția industrială a scăzut, rezervele valutare ale țării au fost diminuate, rata de șomaj a crescut la 0 la 3% și nivelului de trai a scăzut semnificativ, în ciuda creșterii consumului motivată de introducerea măsurilor economice de piață liberă. Înlăturarea lui Petre Roman de la putere s-a făcut cu trei zile înainte de realizarea convertibilității leului (1 $ se stabiliza în 1991 la 180-200 lei), o măsură care nu a servit oricum decât drept un tratament temporar pentru hiperinflața datorită liberalizărilor.

## Activitatea politică

### Revoluția din 1989

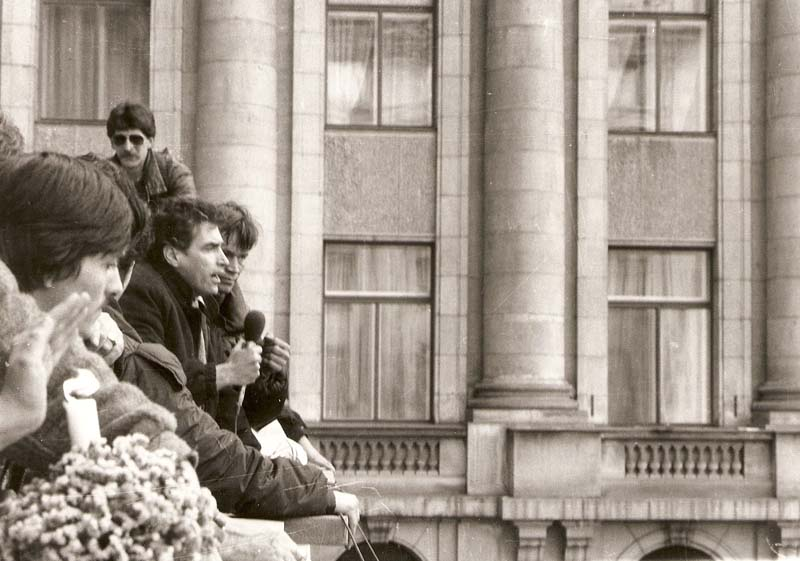
Petre Roman vorbind mulțimii în timpul Revoluției din 1989

Petre Roman a participat  împreună cu tinerii revoluționari, la baricada din centrul Bucureștiului în zilele de 21 și 22 decembrie. În 22 decembrie 1989 Petre Roman pronunță, din balconul sediului Comitetului Central, prima Declarație contra dictaturii comuniste. Tot pe 22 decembrie a devenit membru al Consiliului Provizoriu al Frontului Salvării Naționale (CPFSN) constituit pentru coordonarea procesului revoluționar și instaurarea democrației.
Pe 26 decembrie 1989, Petre Roman a fost numit prim-ministru al României, el conducînd Guvernul provizoriu pînă la 28 iunie 1990.
La 20 mai 1990 este ales deputat de București pe listele FSN, la primele alegeri libere, iar pe 20 iunie este desemnat prim-ministru și votat de Parlament.

### Guvernul Petre Roman și PD-FSN
În august 1991, atitudinea publică față de puciul de la Moscova indică o fermă și clară opțiune de politică externă pro-occidentală a Guvernului Petre Roman.
În martie 1992, la Convenția Națională a FSN, Petre Roman câștigă în confruntarea politică cu moțiunea sa “Viitorul Azi!”- un program politic social-democrat european și reformist – care devine noua platformă politică a FSN.
Imediat după Convenție, adepții lui Ion Iliescu se retrag din FSN și înființează FDSN, care ulterior se va transforma în PDSR. În mai 1993 FSN se va transforma în PD/FSN și ulterior se va numi Partidul Democrat.
La alegerile din septembrie 1992, Petre Roman este ales deputat de București pe lista PD(FSN). Pe timpul mandatului 1992-1996 este ales Președintele Comisiei de Apărare, Ordine Publică și Siguranță Națională a Camerei Deputaților.
După preluarea puterii în 1992, PDSR a pornit o campanie violentă împotriva lui Petre Roman și a apropiaților săi din FSN. În acest context, începe o colaborare punctuală în Parlament cu CDR care anunță viitoarea coaliție de guvernământ.

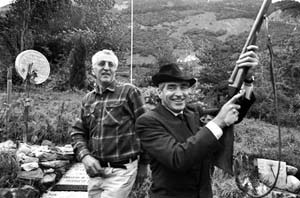
Petre Roman & Pascal Thurre (1994)

La 23 octombrie 1994, la Convenția Națională, Petre Roman a obținut un nou mandat de doi ani în funcția de Președinte al PD (FSN).
În septembrie 1995, Petre Roman anunță că este necesară realizarea unei marii coaliții a opoziției, care să lege cele trei doctrine- liberală, social-democrată și creștin-democrată și care să funcționeze ca un cartel electoral ce ar trebui să prezinte în alegeri liste separate doctrinar.

### USD și cooperarea cu CDR
În septembrie 1995 Petre Roman împreună cu social-democratul Sergiu Cunescu pun bazele Uniunii Social-Democrate. La 21 nov. 1995, la prima reuniune a Consiliului politic al USD Petre Roman afirmă că alianța formată din PSDR și PD, partid ieșit din Revoluția română, are o bază solidă și se pregătește să obțină mandatul popular care să conducă țara “pe drumul reformei”. Odată cu formarea USD, Petre Roman deține și co-președinția acestei alianțe (până la ieșirea din alianță a PSDR, în 1999). A fost a doua tentativă a lui Roman de a coagula mai multe forțe de centru-stânga în jurul său, după Alianța Social Democrată din 1993.
În 1996 Petre Roman candidează pentru prima dată la președinția României (candidat al USD). În campania electorală promite dublarea alocației pentru copii, ceea ce avea să se realizeze în cursul anului 1997.
La scrutinul din 3 noiembrie 1996 Petre Roman obține 20,53% din voturi, clasându-se pe poziția a treia între candidații la președinție.
În urma alegerilor din noiembrie 1996, Petre Roman este ales senator din partea USD și președinte al Senatului.
În octombrie 1997, Petre Roman critică ritmul și incoerența reformei economice în special în ceea ce privesc politicile financiare și de credit, politicile sectoriale în domeniul economic și măsurile în domeniile educației și ocrotirii sănătății.
În 1998 lansează inițiativa constituirii Fondului Național de Solidaritate, care va deveni unul din principalele suporturi pentru persoanele aflate în dificultate socială extremă.
La Colegiul Director al PD din 21 noiembrie 1998 lansează dezbaterea privind bazele acțiunii social-democrate a partidului « Cotitura spre așezarea în matca social-democrată » și obține sprijinul politic pentru programele sociale ale PD (8 inițiative legislative ale PD).
În februarie 1999 lansează în cadrul Colegiului Director al Partidului Democrat programul strategic de acțiune politică « O bună guvernare pentru țară- calea social-democrată », care ulterior va sta la baza Caietului Politic « Viziune politică asupra strategiei de dezvoltare a României în întâmpinarea secolului XXI ».
La 16 august 1999, la Târgu Mureș, lansează manifestul politic « Declarația pentru Transilvania » iar la 18 ianuarie 2000, la Iași, manifestul politic « Declarația pentru Moldova », prin care se proiectează strategii și programe concrete de acțiune regională ale Partidului Democrat.
Ca senator obține adoptarea Legii privind dreptul la inițiativă legislativă al cetățenilor, drept înscris în prevederile Constituției României.
La 22 decembrie 1999 este numit ministru de stat, ministru al afacerilor externe.
În februarie 2000, în prezența Secretarului general al Internaționalei Socialiste, Louis Ayala, este reales Președinte al Partidului Democrat cu moțiunea “Încredere în fiecare, șanse pentru toți!”.
La Colegiul Director al PD din 2 iulie 2000 prezintă Angajamentul politic al Partidului Democrat în perspectiva electorală, pe baza rezultatelor obținute de partid la alegerile locale.
În 25 august 2000, la Convenția extraordinară a PD este desemnat candidat al partidului la alegerile prezidențiale. În noiembrie 2000 Petre Roman candidează pentru a doua oară la funcția supremă în stat.

### Anii 2000
Decembrie 2000 – noiembrie 2004 este senator reprezentând Partidul Democrat.
Din 2003 este membru al Clubului de la Madrid.
Din februarie 2004 este președintele partidului Forța Democrată.
În septembrie 1996, Petre Roman, alături de Sergiu Cunescu, participă la Congresul internaționalei Socialiste, la New York, la care Partidul Democrat și PSDR primesc statutul de membru consultativ. Ulterior, participă și are o intervenție de argumentație la Congresul Internaționalei Socialiste din 8-10 noiembrie 1999 de la Paris, în urma căreia Partidul Democrat și PSDR dobândesc statutul de membru cu drepturi depline în I.S.
Activitatea sa în cadrul Internaționalei Socialiste se remarcă în special prin atragerea interesului partidelor socialiste și social-democrate europene asupra situației din Sud-Estul Europei, insistând pentru contribuția acestora la procesul de reconstrucție și dezvoltare democratică a regiunii. Obține organizarea la București, în februarie 1999, a Reuniunii Comitetului Internaționalei Socialiste pentru Europa Centrală și de Est, în iunie 1999, Reuniunea Grupului de lucru pentru Balcani a PES cu opoziția democratică din Serbia, tot la București; este printre inițiatorii organizării în cadrul I.S. a unor reuniuni pe problema Balcanilor în timpul crizei din Kosovo (aprilie 1999, Roma și mai 1999, Bruxelles), precum și a reuniunii pe aceeași temă din iulie 1999 de la Viena.
În martie 2000 este ales Coordonator al Grupului de lucru pentru Pactul de Stabilitate în Sud-Estul Europei al Internaționalei Socialiste.
În 1993 Petre Roman a fost ales raportor special al Adunării Parlamentare a Atlanticului de Nord (NATO Assembly). În această calitate a prezentat 10 Rapoarte adoptate prin votul Parlamentului NATO
În perioada decembrie 1997–iunie 1998 a deținut funcția de Președinte al Adunării Parlamentare a Cooperării Economice la Marea Neagră.
În mai 2001, la sesiunea de primăvară a Adunării Parlamentare NATO, de la Vilnius, este ales raportor special NATO pentru Europa de Sud Est până în 2004.
Începand cu septembrie 2008 Petre Roman este Înalt Reprezentant al Guvernului pentru românii din străinătate.

### Membru PNL
În 2008 Petre Roman s-a înscris în Partidul Național Liberal. El a motivat această înscriere într-un articol intitulat "De ce liberal". Fostul premier a candidat pentru un mandat de senator de Diaspora pe listele PNL la alegerile parlamentare din 2008.
La alegerile din 2012 a fost ales deputat în Colegiul 8 din județul Brașov. Principalul său contracandidat a fost Gheorghe Ialomițianu, fost ministru de finanțe. 
În data de 28 martie 2018, Președintele PNL, Ludovic Orban, a declarat că Petre Roman nu e membru PNL "în acest moment", în urma verificării făcute de "Secretariatul general" și că "nu există în baza de date PNL". 

### Ministru de externe
Viziunea lui Petre Roman despre misiunile pe care le are de îndeplinit politica externă a României este cuprinsă în discursul prezentat în Aula Academiei Române, la 22 iunie 2000: “În centrul interesului național promovat de politica externă se află cetățeanul român, siguranța, prosperitatea și demnitatea sa.”
În decembrie 1999 este numit ministru de stat, ministrul afacerilor externe. În această calitate a deținut în perioada mai 2000–octombrie 2000 funcția de Președinte în exercițiu al Organizației Cooperării Economice la Marea Neagră (OCEMN) și este membru în Troika ministerială a OSCE.
La începutul anului 2000 a anunțat prioritățile de politică externă pe care le va urmări, fixând ca prioritate, pentru prima dată în acest domeniu, articularea activității diplomatice la problemele ce privesc direct cetățenii României, în primul rând regimul vizelor. Una din primele măsuri luate a fost constituirea în structura MAE a Departamentului Afacerilor Europene.
După începerea, odată cu decizia summit-ului de la Helsinki, din decembrie 1999, a negocierilor de aderare a României la Uniunea Europeană, Petre Roman, și-a exprimat convingerea că țara noastră va fi pregătită pentru aderare la începutul anului 2007. “Ritmul negocierilor nu este lent nici pentru România și nici pentru celelalte țări, problema este fixarea sau nu a unei date limită. Oricum, acest lucru nu ne afectează în cazul în care vom parcurge etapele de aderare așa cum trebuie”.
În tot cursul anului 2000 a făcut repetate demersuri în capitalele europene pentru obținerea scoaterii României de pe “lista neagră” a țărilor ai căror cetățeni au nevoie de vize pentru a circula în spațiul Uniunii Europene, în condițiile îndeplinirii anumitor criterii: « Sîntem gata să preluăm aceste condiții, pe baza unei examinări continue a modului în care acestea se respectă, astfel încît UE să vegheze împreună cu noi la realizarea în continuare a ceea ce este necesar pentru ca cetățenii români să beneficieze de această stare normală ». În octombrie 2000, Comitetul justiție și afaceri interne al Comisiei Europene decide să propună eliminarea obligativității vizelor pentru cetățenii români în spațiul UE, începând cu 1 ianuarie 2001.
La 22 iunie 2000 a prezentat în Aula Academiei Române conferința « Viziune asupra politicii externe a României » în care a cuprins principalele proiecte și ținte ale diplomației române.
La 20 sept. 2000 publică în ziarul Frankfurter Allgemaine Zeitung articolul de politică externă « Proiectul Europei Unite : o viziune din Est » în care exprimă argumente privind accelerarea integrării României în Uniunea Europeană.
Ca ministru de externe a susținut întărirea relațiilor cu Republica Moldova, parafând în aprilie 2000, la Chișinău, Tratatul de parteneriat privilegiat, a încurajat și susținut relațiile României cu reprezentanții opoziției democratice din Serbia în timpul regimului de dictatură, fiind primul ministru de externe din țările vecine RFI care a vizitat Belgradul după instaurarea președintelui democratic ales, Kostunica.

## Trimiterea în judecată în dosarul Mineriadei
În data de 13 iunie 2017 a fost trimis în judecată alături de Ion Iliescu, Gelu Voican Voiculescu, Virgil Măgureanu, Miron Cozma și alții, pentru infracțiuni contra umanității. În 14 februarie 2020 Secția Specială pentru Investigarea Infracțiunilor din Justiție (SIIJ) a contestat decizia judecătorului de cameră preliminară de la Curtea Supremă, care a decis în anul 2019 restituirea dosarului la Parchet, pentru a fi refăcut în integralitate, toate probele fiind declarate nule. În data de 10 decembrie 2020 instanța a decis retrimiterea dosarului la Parchet, pentru refacerea rechizitoriului.

## Lucrări principale
1. “Democracy promotion - education for the future”, Conferința Internațională a Centrului Inter-Universitar European, 14-16 iulie 2006, Lido-Veneția, Italia
2. “The West and the Arab World: Clash or Mutual Understanding” – Sesiunea solemnă a Academiei Regale Spaniole de Științe Economice și Financiare, 16 noiembrie 2006, Barcelona, Spania
3. “Extinderea UE din ianuarie 2007: implicații asupra Occidentului” – Sesiunea aniversară (30 de ani) a AECOC (Asociația Întreprinderilor de Fabricație și Distribuție din Spania), 20 aprilie 2007, Barcelona, Spania
4. “The parallel roads of the religious belief and science: search for patterns” – Inaugural Summit on Peace and Tolerance, 25-26 aprilie 2007, Kiev, Ukraine
5. “Schița strategiei pentru înfăptuirea economiei de piață în România – un plan de acțiune « avant la lettre »” – Sesiunea Institutului Național de Cercetări Economice, 9 mai 2007, București
6. “Sur la Stregie de l'Action Consensuelle dans des conditions de Risque Global” – Academia Romana și Academia Regală Spaniolă de Științe Economice și Financiare, 8-10 iunie 2007, Păltiniș, Sibiu

### Rapoarte către organisme internaționale
1. “Protecting Civilians against Terrorism within the New NATO Military Concept of Defence” – NATO Assembly Special Report No.50CC03E, 7 aprilie 2003, Orlando, SUA
2. “Preserving the Civil Liberties and Fighting Terrorism Efficiently: is it Possible?” – NATO Assembly Special Report No.54CCO4E, 19 aprilie 2004, Bratislava, Slovacia
3. “On the Strategic Importance of EURASIA” – Report for the Club of Madrid, Executive Committee, 24 iunie 2006, Madrid, Spania
4. “The Bolivian Mission for conflict resolution” – Report for the Club of Madrid, Executive Committee, 18 octombrie 2006, Madrid, Spania
5. “Energy Access for All – The Case of Romania” – Report to the Annual Conference of the Club of Madrid “Energy and Democratic Leadership”, 19-21 octombrie 2006, Madrid, Spania

### Cărți de memorii, eseuri
- Despre pasiune în vremuri de libertate, București, Cartea Românească, 2017
- Despre opoziție și putere în vremuri de libertate, București, Cartea Românească, 2019
- Normă și întâmplare, Cartea Românească, București, 2022
- Neprevăzut și decizie. Fundamente ale gândirii decizionale sub risc și incertitudine, Cartea Românească, București, 2021
- Domesticirea incertitudinii, București, Cartea Românească, 2024

## Distincții
Distins cu Diploma UNESCO pentru mediul înconjurător și cinci decorații de stat (Franța, Columbia, Ecuador, Uruguay, Argentina, Portugalia și Regatul Danemarcei).

## Controverse
În februarie 2015, Camera Deputaților a luat act de încetarea mandatului de deputat al lui Petre Roman, în februarie 2015.
Potrivit ANI, Roman s-a aflat în stare de incompatibilitate din 20 decembrie 2012, întrucât deținea simultan funcția de deputat și calitatea de persoană fizică autorizată – Roman V. Petre Persoană Fizică Autorizată.

## Activitate politică
- 26 dec. 1989-28 iun. 1990 Prim ministru în Guvernul Provizoriu Petre Roman
- 28 iun. 1990 - 26 sept. 1991 Prim ministru în Guvernul Petre Roman
- 1990 - 1992, deputat în Camera Deputaților, FSN, a demisionat pe data de 31 iulie 1990 și a fost înlocuit de deputatul Maria Agata Iliescu.
- 1992 - 1996, deputat în Camera Deputaților, PD, Președintele  Comisiei pentru apărare, ordine publică și siguranță națională (din noi. 1992), Președinte al

Comisiei pentru politică externă (până în noi. 1992) 
- 1996 - 2000, Senat, PD, Senator neafiliat (din feb. 2004)[17]

În legislatura 1996-2000, Petre Roman a inițiat 7 propuneri legislative, dintre care 2 au fost promulgate legi. În perioada 1996 - Decembrie 1999, Petre Roman a fost Președintele Senatului. În perioada 22 dec. 1999 - 28 dec. 2000, Petre Roman a fost Ministru de stat, ministrul afacerilor externe în Guvernul Mugur Isărescu
- 2000 - 2004, senator ales pe listele PD. Petre Roman a fost membru în grupurile parlamentare de prietenie cu Regatul Spaniei și Republica Franceză-Senat.  Petre Roman a fost membru în comisia pentru politică externă și în comisia juridică, de numiri, disciplină, imunități și validări (din sep. 2001). Petre Roman a inițiat 3 propuneri legislative, dintre care 1 a fost promulgată lege.
- 2012 - 2016, Camera Deputaților, ales pe listele PNL. Petre Roman a inițiat 8 propuneri legislative din care 1 a fost promulgată lege. Petre Roman a fost membru în grupurile parlamentare de prietenie cu Republica Franceză-Adunarea Națională și Marele Ducat de Luxemburg. Petre Roman a fost membru în  comisia pentru politică externă (din oct. 2016), în comisia pentru politică externă (feb. 2013 - feb. 2015) - Vicepreședinte (din mar. 2013) și în comisia pentru afaceri europene (până în feb. 2013).